# Politique en Tchéquie
La politique en Tchéquie repose sur la Constitution de la Tchéquie, laquelle date de décembre 1992. Auparavant, la Tchéquie était l'une des deux républiques fédérées de la Tchécoslovaquie.

## Différents pouvoirs

### Pouvoir exécutif

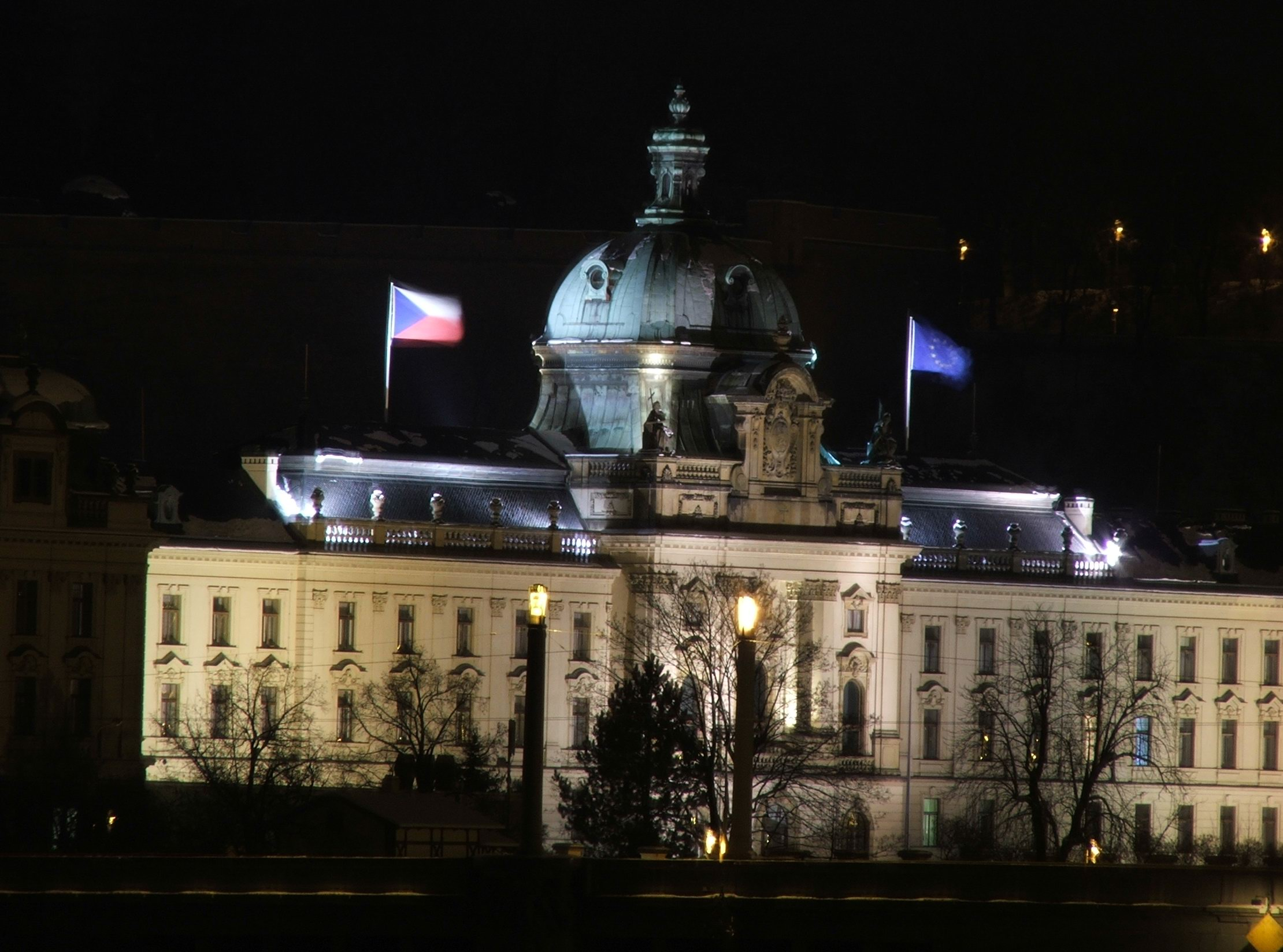
Siège du gouvernement de la République tchèque – Académie Straka à Prague -, dans le quartier historique de Malá Strana.

Le pouvoir exécutif tchèque est exercé par le président de la République, élu pour cinq ans. Avant la réforme de 2012 instaurant l'élection présidentielle au suffrage universel direct, le Président de la République était élu à la majorité absolue des députés et des sénateurs, membres des deux chambres du Parlement. Le chef de l'État dispose dans la pratique de peu de pouvoirs, mais doit être une personnalité respectée de l'ensemble de la classe politique tchèque. Il nomme le président du gouvernement, chef du gouvernement et responsable de l'action gouvernementale devant la Chambre des députés et le Sénat.
Le Gouvernement est dirigé par le président du gouvernement. Celui-ci nomme ses ministres, mais doit tomber d'accord avec le président de la République sur le choix des membres de son gouvernement. Il doit avoir la confiance de la Chambre des députés.

### Pouvoir législatif

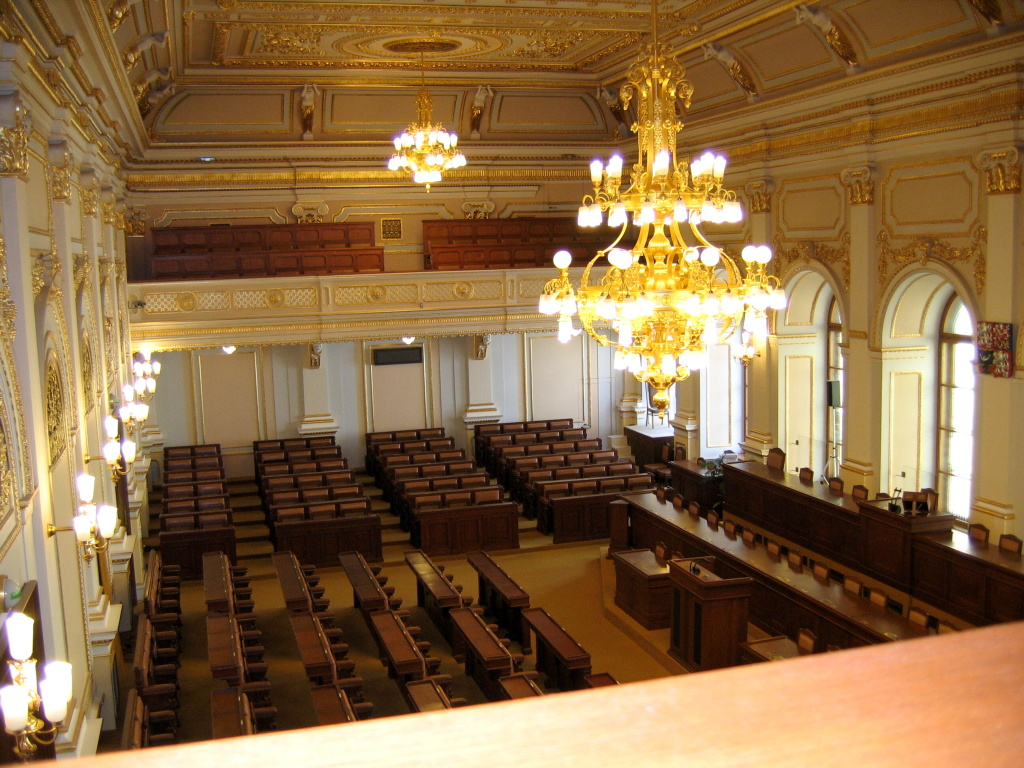
L'intérieur de Sněmovna

Le Parlement est constitué de la Chambre des députés (en tchèque : Poslanecká sněmovna) qui comprend 200 membres élus pour quatre ans au suffrage universel direct et au scrutin proportionnel, et du Sénat dont les 81 sénateurs sont élus au suffrage direct pour six ans et renouvelés par tiers tous les deux ans.
Le président de la République a la faculté de dissoudre la Chambre des députés.

### Pouvoir judiciaire
La Constitution garantit son indépendance. La Cour suprême est placée en son sommet.

## Situation politique actuelle
Le 4 juin 2010, le président de la République, Václav Klaus, charge Petr Nečas, chef de file de l'ODS, de constituer un nouveau gouvernement. Il le nomme, vingt-quatre jours plus tard, président du gouvernement. Le 13 juillet, Nečas annonce la composition de son gouvernement, formé par l'ODS, TOP 09 et Affaires publiques. Il obtient, le 10 août, la confiance de la Chambre des députés.
En 2006, les législatives sont remportées par l'Občanská demokratická strana ou ODS. Néanmoins, aucune coalition n'obtient la majorité absolue : le Česká strana sociálně demokratická ou ČSSD et le parti communiste obtinrent 100 sièges, alors que la coalition de droite (ODS, Křesťanská a demokratická unie - Československá strana lidová et le parti écologiste) eurent aussi 100 sièges. Après plusieurs mois, les deux coalitions parvinrent à un accord : la formation d'un gouvernement avec à sa tête le chef de la droite et un maximum de personnalités apolitiques. L'accord mentionne l'obligation de dissoudre la chambre d'ici deux ans. Cependant, le vote de confiance demandé par le gouvernement au parlement a échoué et remis le pays dans la crise. Le président a dit qu'il attendrait les résultats des élections locales et sénatoriales des 20, 21 et 27, 28 octobre pour demander soit la dissolution du parlement (préconisé par l'ODS) soit la formation d'une grande coalition (souhait du ČSSD).
Avant 2006, le pays était dirigé par une coalition de sociaux-démocrates (Česká strana sociálně demokratická ou ČSSD), de chrétiens-démocrates (Křesťanská a demokratická unie - Československá strana lidová ou KDU-ČSL) et de libéraux (Unie svobody - Demokratická unie ou US-DEU) qui ne disposait que de 101 députés.
En 1996, le ČSSD a signé une Charte qui lui interdit toute alliance avec les communistes du KČSM. En octobre 2006, le gouvernement fait interdire l'Union de la jeunesse communiste (KSM), en raison de la volonté de celle-ci d'"éliminer la propriété individuelle des moyens de production".
Le 7 août 2013, le cabinet du président du gouvernement n'obtient pas la confiance de la Chambre basse, 93 députés s'étant prononcés en faveur du gouvernement intérimaire de Rusnok, contre 100 n'ayant pas accordé leur confiance au chef du gouvernement. Jiří Rusnok, qui avait pourtant déclaré avoir l'intention de gouverner sans la confiance du Parlement, annonce dans la foulée la démission immédiate de son gouvernement, une décision qui pourrait provoquer la dissolution de la Chambre.

## Médias
Le système médiatique tchèque est concentré entre les mains de quelques hommes d'affaires. Parmi eux, le chef du gouvernement Andrej Babiš possède trois quotidiens, un hebdomadaire, des sites Internet et une radio. En 2016, Reporters sans frontières évoque des oligarques se servant de la presse pour « réduire au silence leurs adversaires » et une « confiscation des pouvoirs économique, politique et médiatique », ce qui favorise la poussée de plusieurs média indépendants.En 2017, la République tchèque est cependant classée 23e au classement de Reporters sans frontières sur la liberté de la presse, ce qui en fait un des pays les plus libres en la matière.

## Partis politiques
Partis représentés à la Chambre des députés après les élections législatives de 2017 :
- l'Action des citoyens mécontents (ANO, libéraux-populistes), menée par le milliardaire Andrej Babiš ;
- le Parti démocratique civique (ODS, conservateurs libéraux) ;
- le Parti pirate (ČSP) ;
- Liberté et démocratie directe (SPD, nationaliste) ;
- le Parti communiste de Bohême et Moravie (KSČM, ancien Parti communiste tchécoslovaque) ;
- le Parti social-démocrate tchèque (ČSSD, sociaux-démocrates) ;
- l'Union chrétienne démocrate - Parti populaire tchécoslovaque (KDU-ČSL, centristes) ;
- Tradition, responsabilité, prospérité (TOP 09, libéraux-conservateurs) ;
- les Maires et Indépendants (STAN, décentralisateurs).

Autres partis :
- Aube de la démocratie directe (Úsvit, populistes de droite) ;
- les Affaires publiques (VV, libéraux-conservateurs) ;
- Ordre de la Nation (conservateurs) ;
- Parti vert (SZ, écologistes).